# MT-LB
MT-LB (tiếng Nga: Многоцелевой Тягач Лёгкий Бронированный, Mnogotselevoy Tyagach Lekhko Bronirovannyi, có nghĩa là Xe hỗ trợ kỹ thuật bánh xích đa dụng) là một xe bọc thép hỗ trợ kỹ thuật bánh xích đa dụng do Liên Xô chế tạo, đưa vào trang bị cuối thập niên 1960. Phương Tây đặt tên định danh cho MT-LB là M 1970.
MT-LB được thiết kế để vận chuyển người, lai dắt thiết bị và phương tiện với tổng trọng lượng lên tới 6,5 tấn, đồng thời có khả năng tiêu diệt các phương tiện bọc thép nhẹ hay phương tiện bay trần thấp của đối phương.

## Phát triển
Vào thập niên 1970, ban giám đốc nhà máy máy kéo và ô tô miền trung Liên Xô bắt đầu phát triển chương trình nhằm thay thế các xe kéo pháo AT-P (dựa trên khung gầm của pháo tự hành đổ bộ đường không ASU-57) với thế hệ xe bọc thép đa dụng mới. MT-L được phát triển để đáp ứng yêu cầu này, nó được thiết kế dựa trên khung gầm của xe tăng lội nước hạng nhẹ PT-76. MT-LB là biến thể bọc thép của MT-L. Đưa vào sản xuất vào đầu thập niên 1970, nó có giá thành rẻ, dựa trên thành linh kiện có sẵn như động cơ được phát triển từ động cơ xe tải. MT-LB được chế tạo tại nhà máy máy kéo Kharkov và tại Ba Lan và Bulgaria theo giấy phép chế tạo của Liên Xô.

## Mô tả
Xe có khả năng cơ động cao trên mọi địa hình, bao gồm cả các vùng đầm lầy, băng tuyết và sa mạc. Khi xe được lắp hệ thống xích đặc biệt dùng cho địa hình đầm lầy/băng tuyết, áp lực xích trên mặt đất chỉ còn dưới 0,28 kg/1 cm2. Với trọng tải thông thường lên tới 2 tấn, xe có khả năng vượt chướng ngại sông nước với tốc độ 5–6 km/h. Nhờ khả năng cơ động cao, MT-LB đã được trang bị cho quân đội của nhiều nước, kể cả một số nước thuộc khối NATO.
Do có trọng lượng nhẹ, kích thước gọn, xe có thể được vận chuyển trên các loại máy bay trực thăng đa dụng. Khung gầm của MT-LB có thể được dùng cho các hệ thống phòng không và chống tăng tự hành, xe thông tin chỉ huy, pháo tự hành và xe đổ bộ đường không.
Gần đây, để tăng cường hỏa lực cho dòng xe này, các biến thể xe MT-LBM 6MA và MT-LBM 6MB đã được phát triển. MT-LBM 6MA được trang bị súng đại liên 14,5mm KPVT trong khi MT-LBM 6MB mang pháo 30mm 2A72.
Với phiên bản MT-LB chở quân, kíp xe có một lái xe, một chỉ hủy kiêm xạ thủ ngồi ở ngăn phía trước xe, động cơ ở phía sau họ. Ngăn phía sau cho phép chở tới 11 lính bộ binh hoặc 2.000 kg hàng hóa. Tổng trọng lượng có thể tải là 6,5 tấn.

## Quốc gia sử dụng
- Armenia
- Azerbaijan - 393 [1]
- Bangladesh - 80+ [2]
- Belarus - 66 [3]
- Bulgaria
- Cộng hòa Séc - Strela-10

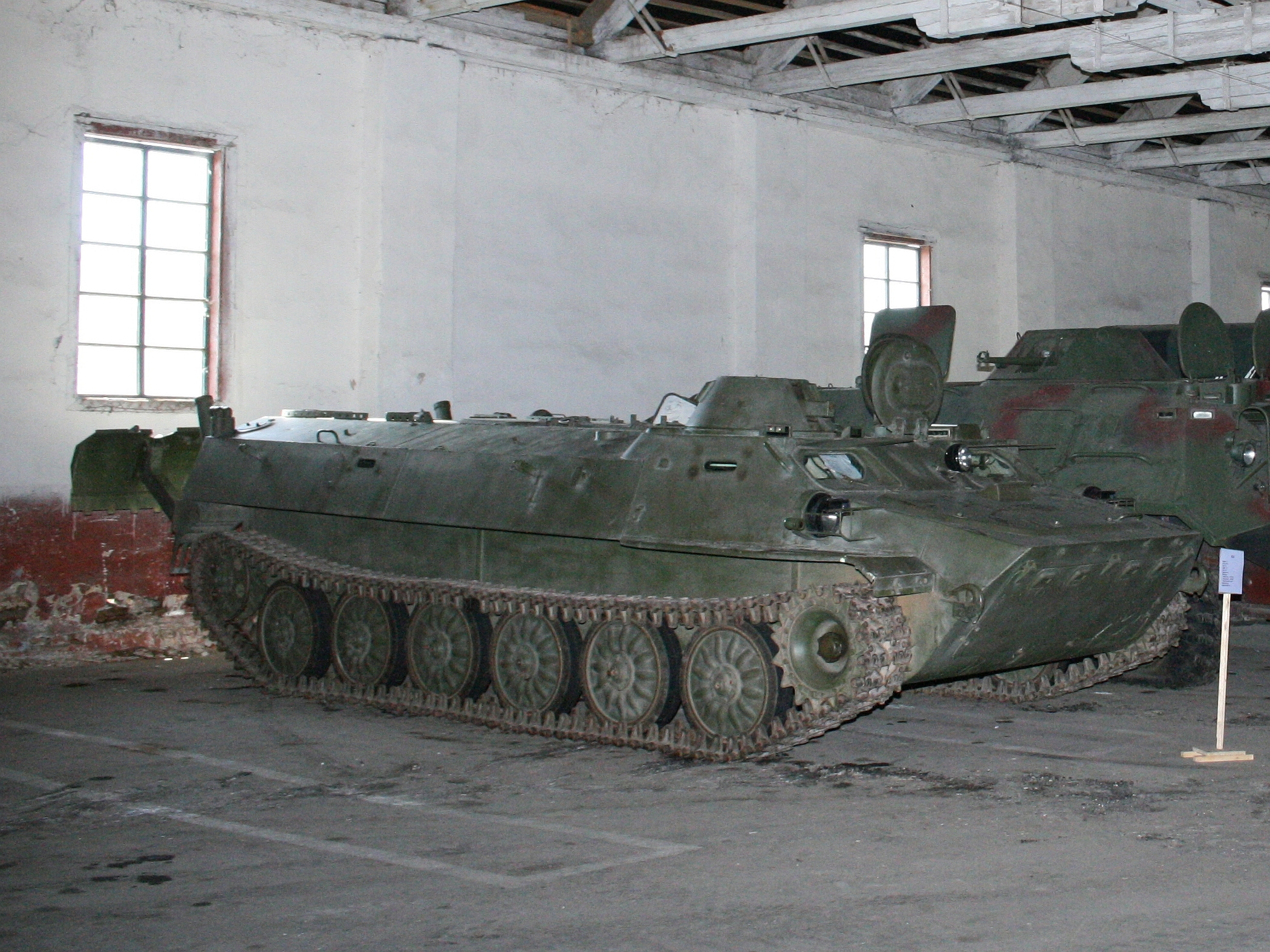
MT-LB của Lithuania.

- Phần Lan - 367 MT-LBV (gồm 147 Pbv 401 mua từ Thụy Điển năm 2011 [4])
- Gruzia
- Iraq - 61.[5]
- Kazakhstan
- Litva - 10[6]
- Bắc Macedonia
- Moldova - 62 (MT-LB, SNAR-10, MT-LBu & Shturm-S)
- Nigeria
- Ba Lan - 352 [7]
- România - 8 (SNAR-10)[8]
- Nga - 4,800 [9]
- Thụy Điển - 460 (gọi là Pbv 401, mua năm 1993, vốn là của Đông Đức; giảm xuống còn 147 cuối năm 2011 do bán cho Phần Lan[4])
- Ukraina – 2.090 [10]
- Hoa Kỳ – dùng trong quân đội cho các nhiệm vụ OPFOR
- Việt Nam - Dùng cho hệ thống tên lửa Strela-10

### Từng sử dụng
- Đông Đức

```
– 721 xe MT-LB do Bulgaria chế tạo, 32 SNAR-10 và 36 Strela-10M. Chuyển lại cho Tây Đức.
```

- Đức – nhận được từ Đông Đức, không dùng hoặc bán cho các nước khác.
- Liên Xô
- Hungary - Strela-10 và SNAR-10